# Museo Ferroviario de Lagos
El Espacio Museológico de Lagos se encuentra en la estación de Lagos, en la Línea del Algarve. Ocupa la cochera de locomotoras de la Estación de Lagos, que data de los años 20, la cual dada la importancia que le fue conferida, por ser un ejemplar único en todo el Algarve, es un tipo de construcción marcadamente ferroviaria.

## Colección
- Locomotora 013
- Locomotora 033
- Salón Sfv 13
- Salón Sf 3004
- Dresina de Inspección DI 6